# Clarias intermedius
Clarias intermedius és una espècie de peix de la família dels clàrids i de l'ordre dels siluriformes.

## Distribució geogràfica
Es troba a Indonèsia.